# Carl Cleve
Carl August Julius Gabriel Cleve (* 17. Dezember 1790 in Fredelsloh; † 12. März 1860 in Grauhof bei Goslar) war ein deutscher Verwaltungsjurist und Landwirt.

## Leben
Carl Cleve war Sohn des Klosteramtmanns in Fredelsloh und späteren Gutspächters in Wülfinghausen (Kreis Springe) und Gutsbesitzers von Astfeld Anton Friedrich Carl Cleve (1755–1823) und seiner zweiten Ehefrau Wilhelmine Friedrike Ulrike geb. Breymann (1766–1801) aus Hakenstedt.
Carl Cleve studierte ab 1808 Rechtswissenschaften an der Universität Göttingen und gehörte dort am 18. Januar 1809 zu den Stiftern des Corps Hannovera Göttingen. Nach der Gendarmen-Affäre vom August 1809 wechselte er an die Universität Heidelberg. In Heidelberg war er Mitstifter und später Consenior des Corps Hannovera Heidelberg und wurde deswegen Ende des Sommersemesters 1811 relegiert. Als Freiheitskämpfer nahm er als Leutnant im 3. Hannoverschen Husaren-Regiment an den Befreiungskriegen teil. Nach dem Studium trat er in den Verwaltungsdienst des Königreichs Hannover ein und war zuletzt Hannoverscher Amtmann in Grauhof bei Goslar. Er verkaufte die Familiengüter Astfeld und Langelsheim.
Carl Cleve heiratete am 26. Juli 1814 in Coppenbrügge Marie Friederike geb. Weland (1787–1842) aus Braunschweig. Sie hatten drei Kinder, die früh verstarben.
Der hannoversche Amtmann Anton Cleve war sein älterer Halbbruder. Seine Schwester Helene Ludovike Friederike Henriette (1797–1857) heiratete Georg Heinrich Wilhelm Blumenbach (1780–1855), Sohn von Johann Friedrich Blumenbach.